# La seconda moglie (film 1998)
La seconda moglie è un film del 1998 diretto da Ugo Chiti.
La pellicola è stata prodotta da Rita e Vittorio Cecchi Gori.

## Trama
Toscana, anni cinquanta. Fosco, un rude e carnale camionista ed ex partigiano rimasto vedovo della prima moglie e con un figlio a carico, si risposa con Anna, una taciturna, pudica ed affascinante siciliana  molto più giovane di lui e che è già madre di una vivacissima bambina, Santina. L'arrivo della donna suscita i primi sospiri amorosi di Livio, il figlio di Fosco, un sedicenne che si sta aprendo alla vita e che s'innamora follemente di lei. Il ragazzo canta nel coro locale diretto dallo zio Umberto in cui c'è Antonella, una bella e ricca ragazza che lo guarda di lontano, e frequenta un gruppetto di amici più giovani di lui tra cui c'è Stella, una ragazza bella ma un po' ritardata, che pure vorrebbe sedurlo, ma invano: Livio non ha occhi, infatti, che per la giovane matrigna.
A causa delle continue assenze lavorative del padre, con cui vive un rapporto fortemente conflittuale per via delle diversità di carattere, Livio a poco a poco entra sempre più in confidenza con Anna, la quale ben presto si accorge delle sue attenzioni -ormai divenute esplicite- e lo respinge sdegnata. Dopo che lo zio Umberto, in preda ad una crisi di pazzia, viene rinchiuso in ospedale, Fosco, che condivide con alcuni amici l'attività di "tombarolo", viene sospettato dalla polizia della razzia di una tomba etrusca e, per via di una soffiata, finisce in carcere, lasciando tutti i familiari nello sconforto.
Livio, scosso dal ricovero dello zio a cui era molto legato ed approfittando della prolungata, involontaria assenza del padre, riesce a sedurre la procace Anna che cede alla passione del giovane non senza qualche resistenza. Quando Fosco esce di galera, col morale sotto i tacchi e qualche capello bianco, viene informato della tresca da Stella, che ne era venuta involontariamente a conoscenza, e che per gelosia gli racconta tutto.
Qualche anno dopo, ritroviamo tutti in una giornata particolare: Livio è stato appena congedato dal servizio militare e festeggia la promessa di matrimonio con Antonella, unitamente alla Prima Comunione di Santina, mentre tra Anna e Fosco c'è ormai un rapporto di sola formalità.

## Produzione

### Riprese
Le riprese sono state effettuate tra Cason di Tavole nel parco di Rimigliano sito in San Vincenzo e il comune di Campiglia Marittima.